# Tributiltina
Il Tributilstagno o più comunemente Tributiltina (TBT dall'inglese TriButylTin) è un gruppo funzionale dei composti organostannici. È formato da tre gruppi butilici legati a un atomo di stagno (IV) attraverso legami covalenti. Può essere decomposto in acqua attraverso fotolisi e biodegradazione e convertito in di-butilstagno e monobutilstagno, specie meno tossiche. Tuttavia la sua decomposizione rallenta quando il TBT si accumula nei sedimenti marini, dove in assenza di ossigeno tende a permanervi per parecchi anni.
Un esempio importante di composto derivato del TBT è l'ossido di tributilstagno, utilizzato principalmente come biocida nelle vernici antivegetative (antifouling) per navi.

## Utilizzo
A partire dagli anni '60, il TBT veniva utilizzato come biocida nelle vernici a base di rame, tuttavia venne notata una maggiore efficacia quando la base della vernice era costituita dal solo TBT. Ciò ne comportò una rapida diffusione soprattutto nel settore della verniciatura di scafi di imbarcazioni.
Agli inizi degli anni '90, il 70% della produzione annuale veniva impiegato nell'industria plastica come stabilizzante nel polivinil-cloruro (PVC): ne riduceva la degradazione in seguito all'esposizione a fonti termiche e luminose. Altri usi erano nel settore del legname e dei pesticidi per l'agricoltura.

## Legislazioni
L'utilizzo del TBT nelle vernici antivegetative del settore navale si dimostrò avere un impatto negativo sull'ambiente marino, in particolare in prossimità di porti e marine. A partire dalla metà degli anni '70,  nella baia di Arcachon, la presenza di TBT nelle acque indusse malformazioni delle conchiglie delle ostriche, ciò produsse anche una perdita economica per il settore ittico locale. Nel 1982 il governo francese, fu il primo a limitare l'uso di queste vernici, introducendo una legge che ne proibiva l'applicazione su imbarcazioni di lunghezza inferiore ai 25 m. Successivamente anche Regno Unito nel 1987, Stati Uniti nel 1988, Canada, Australia e Nuova Zelanda nel 1989 e Unione Europea nel 1991 realizzarono normative volte al limitare l'uso di prodotti a base di TBT. Questi provvedimenti permisero una ripresa delle popolazioni di molluschi, sebbene allo stesso tempo continuava l'uso illegale di prodotti contenenti TBT. In Unione Europea, il TBT è stato inserito tra gli inquinanti degli ambienti acquatici nella Direttiva conosciuta come Water Framework Directive, WFD (2000/60/CE) ed è stato stabilito come obiettivo la completa eliminazione di scarico, emissione e perdita di questo inquinanente.